# Cyrtauchenius
Genre
Synonymes
- Dolichoscaptus Simon, 1889

Cyrtauchenius est un genre d'araignées mygalomorphes de la famille des Cyrtaucheniidae.

## Distribution
Les espèces de ce genre sont endémiques d'Algérie. L'origine de Cyrtauchenius talpa supposée provenir des États-Unis est une erreur d'étiquetage pour Decae et Bosmans en 2014.

## Liste des espèces
Selon World Spider Catalog (version 15.5, 19/11/2014) :
- Cyrtauchenius artifex (Simon, 1889)
- Cyrtauchenius bedeli Simon, 1881
- Cyrtauchenius bicolor (Simon, 1889)
- Cyrtauchenius castaneiceps (Simon, 1889)
- Cyrtauchenius dayensis Simon, 1881
- Cyrtauchenius inops (Simon, 1889)
- Cyrtauchenius latastei Simon, 1881
- Cyrtauchenius longipalpus (Denis, 1945)
- Cyrtauchenius luridus Simon, 1881
- Cyrtauchenius maculatus (Simon, 1889)
- Cyrtauchenius structor (Simon, 1889)
- Cyrtauchenius talpa Simon, 1891
- Cyrtauchenius terricola (Lucas, 1846)
- Cyrtauchenius vittatus Simon, 1881

## Publication originale
- (en) Thorell, 1869 : On European spiders. Part I. Review of the European genera of spiders, preceded by some observations on zoological nomenclature. Nova Acta regiae Societatis Scientiarum upsaliensis. Upsaliae, sér. 3, vol. 7, p. 1-108 (texte intégral).